# Anruf genügt – komme ins Haus
Anruf genügt – komme ins Haus (Originaltitel: Bells Are Ringing) ist eine US-amerikanische romantische Filmkomödie aus dem Jahr 1960 unter der Regie von Vincente Minnelli und mit Judy Holliday und Dean Martin in den Hauptrollen. Der Film basiert auf der erfolgreichen gleichnamigen Broadway-Produktion von Betty Comden, Adolph Green und Jule Styne aus dem Jahr 1956. Im Mittelpunkt des Films steht Ella Peterson, basierend auf dem Leben von Mary Printz, die für einen Anrufbeantwortungsdienst arbeitet.

## Handlung
Ella Peterson arbeitet als Telefonistin bei Susanswerphone, einem Anrufbeantwortungsdienst. Entgegen der Dienstanweisungen mischt sie sich immer wieder in die Angelegenheiten der Kunden ein. Zu den skurrilsten gehören ein Zahnarzt, der auf einem Luftschlauch Liedertexte komponiert, ein Schauspieler, der Marlon Brando imitiert, und ein kleiner Junge, für den sie sich als Weihnachtsmann ausgibt.
Ella ist heimlich verknallt in Jeffrey Moss, einen Dramatiker, für den sie die Rolle der tröstenden Mutter spielt. Sie lernt ihn schließlich persönlich kennen, als sie ihm unter falschem Namen eine Nachricht überbringt, was zu romantischen Funken und einigen Verwirrungen führt.
Eine humorvolle Nebenhandlung betrifft den gentlemanlike auftretenden Otto, der Susanswerphone einspannt, Bestellungen für seinen „Versandhandel für klassische Schallplatten“ namens Titanic Records entgegenzunehmen. In Wirklichkeit ist Otto jedoch ein Buchmacher, dessen Bestellungen ein verschlüsseltes System für Pferdewetten sind. Davon ahnt Ella natürlich nichts und korrigiert deshalb auch ganz unbefangen die eingehenden Bestellungen für die nicht existierende „Zehnte Symphonie von Beethoven, Opus 6“, ohne zu merken, dass sie damit die platzierten Wetten ändert.
Obwohl die Polizei zu vermuten beginnt, dass Susanswerphone eine Tarnung für einen illegalen Begleitservice sein könnte, endet die Geschichte glücklich mit einem Heiratsantrag von Jeff an Ella.

## Produktionshintergrund
Judy Holliday und Jean Stapleton übernahmen für den Film ihre Bühnenrollen. Der Jazzmusiker Gerry Mulligan, Hollidays Ex-Geliebter aus dem wirklichen Leben, spielt in einem Cameo ihr verhängnisvolles Blind Date. Anruf genügt – komme ins Haus war Hollidays letzter Film.
Hal Linden hat seinen ersten Filmauftritt ohne Namensnennung, er singt „The Midas Touch“ in der Nachtclubnummer und trägt einen goldfarbenen Anzug. Als Freund von Holliday spielte er 1958–1959 zusammen mit ihr die Rolle des Jeff Moss in dem Broadway-Stück.
Anruf genügt – komme ins Haus war auch das letzte Musical, das von der „Freed Unit“ von MGM unter der Leitung des Produzenten Arthur Freed produziert wurde, der für viele der größten Erfolge des Studios verantwortlich war. Der Film war die dreizehnte und letzte Zusammenarbeit zwischen Freed und dem Regisseur Vincente Minnelli
Mehrere Songs aus der Broadway-Produktion wurden gestrichen oder ersetzt, darunter „Salzburg“, „Hello, Hello There“, „On My Own“ (ersetzt durch „Do It Yourself“), „Long Before I Knew You“ (ersetzt durch „Better Than a Dream“), „Mu Cha Cha“ (gedreht, aber gekürzt) und „Is it a Crime?“ (gedreht, aber vor der Veröffentlichung gekürzt). Ein neuer Song für Dean Martin, „My Guiding Star“, wurde ebenfalls gefilmt, aber gekürzt. Die beiden letztgenannten Lieder wurden als Extras auf der DVD von Warner Home Video veröffentlicht. Das Soundtrack-Album wurde von Capitol Records veröffentlicht.
Das für den Außenbereich verwendete Reihenhaus stand in der 215 East 68th Street in Manhattan und war einst der Wohnsitz des Schriftstellers Stephen Vincent Benet. Es war ein Überbleibsel einer Häuserreihe und wurde in den frühen 1960er Jahren abgerissen.

## Besetzung und Synchronisation
| Rolle                  | Darsteller     | Deutscher Sprecher    |
| ---------------------- | -------------- | --------------------- |
| Ella Peterson          | Judy Holliday  | Eva Katharina Schultz |
| Jeffrey Moss           | Dean Martin    | Paul Klinger          |
| Larry Hastings         | Fred Clark     | Alfred Balthoff       |
| J. Otto Prantz         | Eddie Foy Jr.  | Curt Ackermann        |
| Sue                    | Jean Stapleton | Edith Schollwer       |
| Gwynne                 | Ruth Storey    | Sigrid Lagemann       |
| Inspektor Barnes       | Dort Clark     | Alexander Welbat      |
| Blake Barton           | Frank Gorshin  | Klaus Miedel          |
| Detective Francis      | Ralph Roberts  | Peter Schiff          |
| Dr. Joe Kitchell, DDS  | Bernard West   | Ralf Wolter           |
| Olga                   | Valerie Allen  | N. N.                 |
| Prantz' Handlanger     | Steve Peck     | Harry Wüstenhagen     |
| Ellas Blind Date       | Gerry Mulligan | N. N.                 |
| Carl                   | Doria Avila    | Herbert Stass         |
| Kunstliebhaberin       | Lola Bliss     | Ursula Krieg          |
| Werbestimme            | Shepard Menken | Götz Clarén           |
| Stimme Mr. Snyder      | N. N.          | Otto Czarski          |
| Partygast (uncredited) | Jean Moorhead  | N. N.                 |

## Kritiken
In einer zeitgenössischen Kritik äußerte sich Bosley Crowther von der New York Times kritisch über das Drehbuch, lobte aber Hollidays Leistung: „Die verworrene Romanze, die sie für ihre Rolle vorbereitet haben, ist ein armseliges Ding, das aus einem kleinen Gimmick und einer Menge umliegender Gags besteht. Was Miss Holliday aus letzterem macht, ist der Maßstab für die Qualität der Show. ... Man kann uns beim Wort nehmen: 'Bells Are Ringing' verdankt Miss Holliday mehr als seinen Autoren, seinem Regisseur (Vincent Minnelli) oder gar Alexander Graham Bell“.

## Auszeichnungen und Nominierungen
| Auszeichnung                     | Jahr | Kategorie                                                                                                 | Empfänger                              | Resultat  |
| -------------------------------- | ---- | --- | -------------------------------------- | --------- |
| Writers Guild of America Award   | 1961 | Best Written American Musical                                                                             | Betty Comden, Adolph Green             | Gewonnen  |
| Grammy Awards                    | 1961 | Grammy Award for Best Sound Track Album or Recording of Original Cast From a Motion Picture or Television | Betty Comden, Adolph Green, Jule Styne | Nominiert |
| Golden Globe Award               | 1961 | Bester Hauptdarsteller – Komödie oder Musical                                                             | Judy Holliday                          | Nominiert |
| Golden Globe Award               | 1961 | Bester Film – Komödie oder Musical                                                                        | Anruf genügt – komme ins Haus          | Nominiert |
| Directors Guild of America Award | 1961 | Beste Spielfilmregie                                                                                      | Vincente Minnelli                      | Nominiert |
| Oscar                            | 1961 | Beste Filmmusik                                                                                           | André Previn                           | Nominiert |

## Einspielergebnisse
Nach Angaben von MGM spielte der Film in den USA und Kanada 2.825.000 $ ein, in den übrigen Ländern jedoch nur 800.000 $. Insgesamt soll sich ein Verlust von 1.720.000 $ ergeben haben.